# James Prescott Joule
James Prescott Joule (Salford, 24 december 1818 – Sale, 11 oktober 1889) was een Engelse natuurkundige.

## Leven en werk

### Vroege jeugd en opleiding
James Joule was de zoon van de welgestelde bierbrouwer Jerry Joule (1794 - 1858). Hij kreeg in eerste instantie thuis les, tot hij in 1834, op vijftienjarige leeftijd, samen met zijn oudere broer Benjamin naar de Manchester Literary and Philosophical Society werd gestuurd, waar ze werden onderwezen in rekenen en meetkunde door John Dalton. Na twee jaar moest deze het onderwijs opgeven, toen hij werd getroffen door een beroerte — zijn taak werd overgenomen door de scheikundige William Henry en de ingenieurs Peter Ewart en Eaton Hodgkinson. Vervolgens werd Joule onderwezen door John Davies, de uitvinder van de elektromagneet. Joule was gefascineerd door elektriciteit en voerde allerlei experimenten uit, samen met zijn vader, door elkaar en het bedienend personeel elektrische schokken toe te dienen.

### Bierbrouwerij
Na zijn opleiding kreeg Joule een leidende functie toebedeeld binnen de brouwerij, en zou er actief zijn tot de verkoop in 1854. Hij beoefende wetenschap als liefhebberij maar onderzocht ook de mogelijkheid om de stoommachines van de brouwerij te vervangen door elektrische apparaten. In 1838 publiceerde hij zijn eerste artikelen op elektrisch gebied in Annals of Electricity, het wetenschappelijk tijdschrift dat was opgericht en bestierd werd door de collega van John Davis, William Sturgeon. Joule ontdekte in 1840 de naar hem vernoemde Wet van Joule met betrekking tot warmte-opwekking in een elektrische weerstand. Tot zijn teleurstelling was de Royal Society, hét wetenschappelijk instituut van die tijd, niet onder de indruk. Hij werd beschouwd als een provinciale dilettant.
Na de verhuizing van Sturgeon naar Manchester vormde hij samen met Joule het middelpunt van een intellectuele kring. Ze deelden onder meer de mening dat theologie en wetenschap samen kunnen en moeten gaan. Joule ging college geven op de Royal Victoria Gallery of Practical Science van Sturgeon.

### Omzetting van energie
Joule kwam tot de conclusie dat het verbranden van een pond kolen ongeveer vijf keer zoveel arbeid verrichtte als een pond zink dat wordt verbruikt in een Grove-element, een vroege elektrische batterij. Joules algemene standaard voor de 'economische arbeid' was de arbeid die nodig is om een pond de hoogte van een voet op te hijsen. Joule werd beïnvloed door Franz Aepinus en probeerde de elektrische en magnetische verschijnselen te verklaren met atomen die werden omringd door een califoric ether in a state of vibration (warmtedragende ether die trilt).
Eerst richtte Joule zich uitsluitend op de economisch relevante vragen. Later kreeg hij belangstelling voor de vraag hoeveel arbeid een energiebron kan leveren en speculeerde hij over de omzetting van verschillende vormen van energie. Zo publiceerde hij in 1843 de resultaten van experimenten die aantoonden dat de verwarming die hij twee jaar eerder had gemeten werd veroorzaakt door de geleider, en niet werd overgebracht vanuit een ander onderdeel van de opstelling. Dit was in strijd met de theorie van warmtevloeistof, die tot dan toe als waar werd aangenomen. Deze stelde dat warmte noch kan worden gecreëerd, noch kan verdwijnen. Deze theorie domineerde de wetenschap sinds invoering door Antoine Lavoisier in 1783.
Joule werkte niet aan een universiteit en was ook geen ingenieur. Daarom kreeg hij het moeilijk om medestanders te vinden voor zijn theorieën. De voorstanders van de theorie van de warmtevloeistof wezen bijvoorbeeld op de symmetrie van het thermo-elektrisch effect, en beweerden dat thermische processen reversibel waren, of ten minste bij benadering. Elektriciteit en warmte zouden volledig in elkaar omzetbaar zijn.

### Mechanisch equivalent van warmte
Na nog meer experimenten vond Joule het mechanisch equivalent van warmte, dat wil zeggen de hoeveelheid bewegingsenergie die overeenkomt met een hoeveelheid warmte. Hij nam de opwarming van water als standaard. Hoeveel mechanische arbeid moet men verrichten om een pond water een graad Fahrenheit op te warmen, luidde de onderzoeksvraag. Omdat zijn waarnemingen op zoveel weerstand stuitten zocht Joule naar een puur mechanische wijze om zijn theorieën aan te tonen. Deze vond hij uiteindelijk met het door een zeef persen van water, waardoor door wrijving het water licht wordt verwarmd. De waarde voor de soortelijke warmte die hij hierbij kreeg van water lag in dezelfde orde van grootte als die hij vond bij opwarming met elektriciteit. Dit was voor Joule een bevestiging van zijn theorie dat arbeid kon worden omgezet in warmte.
Hierna ging hij op zoek naar een derde methode om zijn gelijk te halen. Hij perste nu een gas samen, en mat wederom een soortelijke warmte in dezelfde orde van grootte. Zijn waarnemingen werden nog steeds geweigerd door de Royal Society, en hij moest het doen met een publicatie in het Philosophical Magazine. Naast zijn afwijzing van de warmtevloeistofredeneringen van Carnot en Clapeyron maakte hij ook zijn theologische motivatie duidelijk in het artikel.
Joule bedacht nog meer experimenten om de soortelijke warmte te meten, meestal door een vooraf vastgestelde hoeveelheid arbeid uit te voeren, en vervolgens de temperatuurverandering te meten, en kwam zo iedere keer weer op ongeveer eenzelfde waarde uit. De waarde die Joule in 1850 wist te vinden voor de soortelijke warmte van water, 819 ft×lbf/Btu (voet maal pondkracht per British thermal unit, dit is 4,41 J/cal dus 4,41 joule = 1 calorie). Dit ligt dicht bij de waarde die in de twintigste eeuw werd bepaald.

## Erkenning

### Nauwkeurigheid
Aanvankelijk verzet tegen Joules werk kwam doordat hij beweerde voor die tijd onwaarschijnlijk nauwkeurig te kunnen meten, tot op 1/1200 graad Fahrenheit. Joule had als brouwer praktische vaardigheden en apparatuur die mede-onderzoekers misten. Daarnaast werd hij geholpen door de wetenschappelijke instrumentmaker John Benjamin Dancer.

### Wet van behoud van energie
Aanvankelijk werden Joule en Julius Robert von Mayer, die tot gelijksoortige bevindingen was gekomen, genegeerd, totdat de Duitse natuurkundige Hermann von Helmholtz achter hun bevindingen kwam in 1842. Hij gaf hun de nodige erkenning bij de publicatie van zijn definitieve Wet van behoud van energie in 1847. Ongeveer in dezelfde periode maakten William Thomson (de latere Lord Kelvin), George Gabriel Stokes en Michael Faraday door een presentatie van Joule kennis met zijn ideeën. Stokes raakte overtuigd, Faraday was onder de indruk, maar Thomson bleef sceptisch.

### Aanvaarding door Thomson
Terwijl Joule op huwelijksreis was in oktober 1847 ontmoette hij Thomson nogmaals. Ze ondernamen samen een (onpraktische) poging om het temperatuurverschil te meten tussen de boven- en onderkant van een waterval. (Immers, er was werk verricht op het water. Maar alleen al door de verdamping van het water, en dus de afkoeling van het overgeblevene, tijdens de val door het grotere oppervlak zouden de metingen onbruikbaar zijn geweest).
Hoewel Thomson aanvoelde dat Joules experimenten vroegen om een theoretische uitleg, bleef hij hardnekkig de theorie van Sadi Carnot en Clapeyron aanhangen. In zijn artikel over de absolute temperatuur in 1848 schreef Thomson:
(...) the conversion of heat (or caloric) into mechanical effect is probably impossible, certainly undiscovered.
Maar in een voetnoot gaf hij wel aan dat hij lichte twijfels had over de warmtevloeistoftheorie, waarbij hij verwees naar Joules "zeer opmerkelijke bevindingen".
Opvallend genoeg kreeg Joule dit artikel niet toegezonden van Thomson, en toen Joule het uiteindelijk te lezen kreeg op 6 oktober 1848 schreef hij Thomson evenwel dat zijn onderzoek warmte-omzetting aangetoond had, en dat hij verdere experimenten had gepland. Thomson antwoordde drie weken later dat hij zelf ook van plan was experimenten uit te voeren, en dat hij hoopte dat ze hun inzichten konden samenvoegen. Hoewel er de twee opvolgende jaren geen experimenten van dit soort zouden worden uitgevoerd door Thomson, groeide zijn ongenoegen wel met de theorie van Carnot en Clapeyron, en raakte hij langzaamaan meer overtuigd van Joules gelijk. In 1851 schreef hij dan ook
the whole theory of the motive power of heat is founded on ... two ... propositions, due respectively to Joule, and to Carnot and Clausius
wat feitelijk een compromis is tussen de twee theorieën.
Toen Joule dit las, schreef hij Thomson aan met zijn vragen en opmerkingen, wat het begin betekende van een langdurige schriftelijke samenwerking tussen de twee natuurkundigen, waarbij Joule experimenten uitvoerde en Thomson deze analyseerde en verdere experimenten adviseerde. Deze samenwerking duurde van 1852 tot 1856, en bracht onder meer de ontdekking van het Joule-Thomson-effect voort, en de daaruit voortvloeiende publicatie deden veel goeds voor de algemenere acceptatie van Joules werk en van de kinetische gastheorie.

### Kinetische gastheorie
Joule was een leerling van Dalton, en het moge dan ook geen verrassing zijn dat hij een overtuigd aanhanger was van de atoomtheorie, hoewel er in die tijd nog veel wetenschappers waren die daar hun ernstige twijfels over hadden. Hij was ook een van de weinigen die ontvankelijk was voor het nauwelijks opgemerkte werk van John Herapath over de kinetische gastheorie. Daarnaast was hij beïnvloed door het artikel uit 1813 door Peter Ewart On the measure of moving force.

## Eerbetoon
- lid van de Royal Society (1850)
- Royal Medal (1852)
- Copley Medal (1870)
- voorzitter van Manchester Literary and Philosophical Society (1860)
- voorzitter van British Association for the Advancement of Science (1872)
- eredoctoraten:
  - Trinity College Dublin (1857) in de rechten
  - Universiteit van Oxford (1860) in het burgerlijk recht
  - Universiteit van Edinburgh (1871) in de rechten
- een staatspensioen van £200 voor zijn diensten ten behoeve van de wetenschap
- Albertmedaille van de Royal Society of Arts (1880)
- een standbeeld door Alfred Gilbert in het stadhuis van Manchester, tegenover dat van Dalton.

## Werken
Joule bestudeerde de kenmerken van warmte, en ontdekte de relatie met energie. Dit leidde tot de wet van behoud van energie (eerste wet van de thermodynamica). De SI-eenheid voor energie, de joule, is naar hem genoemd. Hij ontwikkelde met Lord Kelvin de absolute temperatuurschaal, beschreef magnetostrictie en vond de relatie tussen elektrische stroom door een elektrische weerstand en warmtedissipatie, bekend als de wet van Joule.

## Uitspraak
De naam Joule wordt tegenwoordig algemeen uitgesproken als "dzjoel", rijmend op boel. In het verleden echter ook als "dzjaul(e)", rijmend op Paul. Zelfs tijdens Joules leven was er geen eenduidigheid en werden verschillende uitspraken naast elkaar gebruikt. In het Vlaams wordt de uitspraak "joe-le" gebruikt, waarbij het eerste deel uit wordt gesproken als in "joepie". Van het tweede deel wordt ook de letter "e" uitgesproken.